# Nouvelle économie géographique
La nouvelle économie géographique est une école de pensée économique et un champ de recherche qui place la géographie au cœur de réflexions et de modélisations économiques, qui se développe rapidement à partir du milieu des années 1990. La nouvelle économie géographique est née de l'application des nouvelles théories du commerce international.

## Concept
Le point de départ est très vraisemblablement à trouver dans le livre de Paul Krugman Géographie Commerciale,. L'idée de base qui est exposée dans ce livre et qui sera développée peu après dans un article fondateur est la suivante : les logiques d'agglomération sont au cœur de la dynamique des échanges. Cette approche renouvelle les travaux de l'économie régionale sur la polarisation et la croissance locale. Elle pose en même temps de nombreux problèmes méthodologiques (prise en compte des anticipations, nombre de régions concernées, variables clefs, etc.).
Elle va donner lieu à de nombreux modèles qui convergent au tournant du siècle vers un socle consolidé parvenant partiellement à mêler économie spatiale et économie urbaine. Ce renouveau de l'économie régionale comme centre d'intérêt de la science économique se traduit par la création du prix William Alonso dont Paul Krugman et Masahisa Fujita seront les premiers récipiendaires en 2002[réf. nécessaire].

## Description des mécanismes
La croissance des territoires, basée sur la capacité de ceux-ci à augmenter leur production de biens et services, ne doit pas uniquement être pensée de manière statique, comme c'est le cas dans les modèles comparatifs.
Dès lors qu'il y a des coûts de transport ou de transaction, que la main-d'œuvre n'est pas totalement mobile entre les pays ou entre les secteurs, les arbitrages ne se font plus suivant les mêmes logiques que dans le cas ricardien.

### L'effet de masse au niveau des débouchés
La région la plus importante offre par exemple des débouchés plus importants ; si les coûts de transport entre les deux régions sont élevés, les entreprises (notamment les petites unités, les entreprises de service et de distribution, etc.) auront tendance à se localiser à proximité de ce marché final, en dépit de coûts du travail souvent plus importants. Mécaniquement, cela accroît le nombre de fournisseurs ayant intérêt à se localiser eux aussi dans cette région. Finalement, l'agglomération nourrit l'agglomération : il y a un effet boule de neige. Celui-ci est alimenté par les conditions de coût et débouchés objectives ou anticipées.

### Les contre-effets éventuels
L'accumulation d'entreprises et de salariés dans une même région y fera augmenter les coûts du travail. Dès lors que le différentiel de coût de travail entre la région dynamique et les autres régions dépasse le différentiel de coût de transport, les entreprises peuvent faire le choix alternatif de se (re-)localiser dans la région périphérique.
Dès lors que les salariés ne sont pas totalement mobiles d'une région à l'autre ou d'un secteur à l'autre, ces changements de choix de localisation peuvent, en déplaçant les emplois, déplacer aussi les poches de chômage.